# ناثان سيلفا
ناثان سيلفا (بالبرتغالية: Nathan Silva) هو لاعب كرة قدم برازيلي، ولد في 6 مايو 1997.